# Viquipèdia en àzeri
La Viquipèdia en àzeri (àzeri del nord: Azərbaycanca Vikipediya, àzeri del sud: تورکجه ویکی‌پدیا) és una Viquipèdia en idioma àzeri (la interfície d'edició i la pàgina principal han estat accessibles temporalment mitjançant subtítols de l'àzeri del sud, escrit en alfabet àrab), llançada el gener de 2002. El 30 de novembre de 2010 tenia 42.518 articles (incloent-hi 20 articles destacats) i 14.523 fitxers carregats, així com 23.766 usuaris registrats (inclosos set administradors i dos buròcrates). El procés editorial està recolzat per quaranta bots.
En els dos primers anys de la seva creació, la Viquipèdia en àzeri va arribar als 3.000 articles. El novembre de 2010, la llista d'articles sol·licitats contenia deu entrades (set biogràfiques, dues científiques i una no especificada).
La categorització es manté a través de nou categories de temes: cultura, geografia, història, vida, matemàtiques, natura, ciència, societat i tecnologia. Les categories ocultes inclouen 111 entrades. La categoria de llistats conté 14 subcategories.
També hi ha catorze portals sobre arquitectura, biologia, química, història, islam, geografia, literatura, medicina, filosofia, cinema de l'Azerbaidjan, exèrcit de l'Azerbaidjan, i també sobre els propis països sobre Geòrgia, Turquia i Azerbaidjan.
La Viquipèdia en àzeri augmenta constantment el nombre d'articles, però, en algun moment, aquest número va disminuir una mica tornant a valors inferiors a 100.000.